# Hills and Dales (Kentucky)
Hills and Dales – miasto w Stanach Zjednoczonych, w stanie Kentucky, w hrabstwie Jefferson.